# Diarrheic shellfish poison
Pour les articles homonymes, voir DSP.
DSP est l'acronyme de l'expression anglaise Diarrheic Shellfish Poison, qui désigne une biotoxine marine (produite par des algues), susceptible d'être bioaccumulée par des animaux filtreurs (coquillages tels que coques, moules, huîtres.. ) et de causer des intoxications alimentaires, même quand les coquillages sont cuits, car cette toxine n'est pas détruite par la cuisson.

## Symptômes
Diarrhées